# Hôtel Matignon

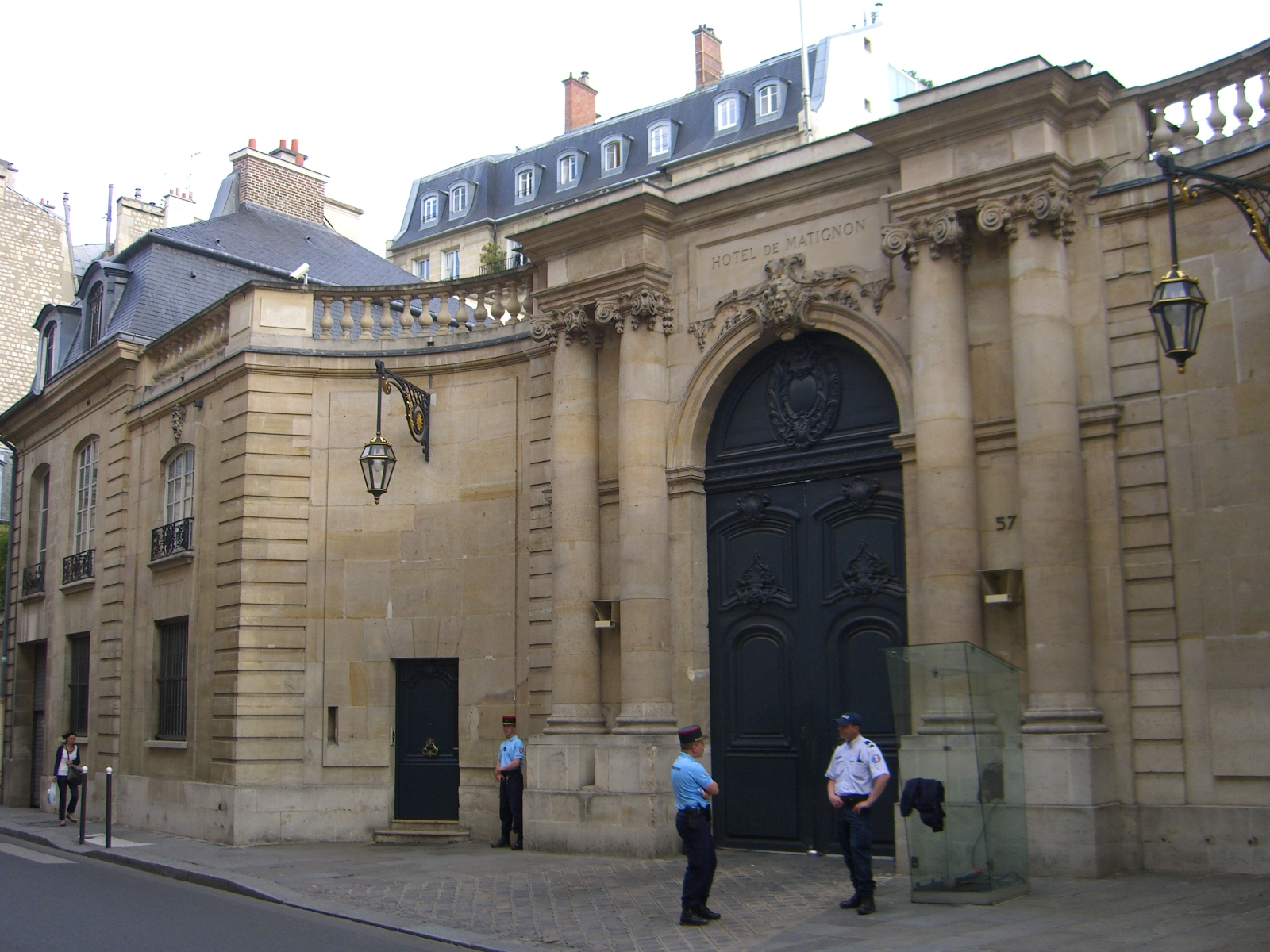
Vstup do paláce

Hôtel Matignon (Matignonský palác) je městský palác v Paříži v ulici Rue de Varenne v 7. obvodu. Od roku 1935 je Hôtel de Matignon oficiálním sídlem a pracovnou francouzského předsedy vlády.

## Historie paláce
Dům nechal postavit Christian-Louis de Montmorency-Luxembourg, princ de Tingry na pozemku, který koupil v roce 1719. Stavba byla zahájena v roce 1722. Architektem byl jmenován Jean Courtonne (1671–1739). Práce se ukázaly dražší, než se předpokládalo a princ de Tingry musel prodat palác krátce před dokončením. 23. července 1723 jej koupil Jacques III. de Goyon, hrabě de Matignon. Palác byl dokončen v roce 1724 pod vedením architekta Antoina Mazina (1679–1740). Jacques III. de Goyon-Matignon zemřel 14. ledna 1725. Po něm palác zdědil jeho syn Jacques IV. de Goyon-Matignon (1689–1751), který si vzal za manželku Louisu Hippolytu Grimaldi a stal se tak monackým princem jako Jacques I. Grimaldi a tím přešel palác do majetku vládců Monaka.

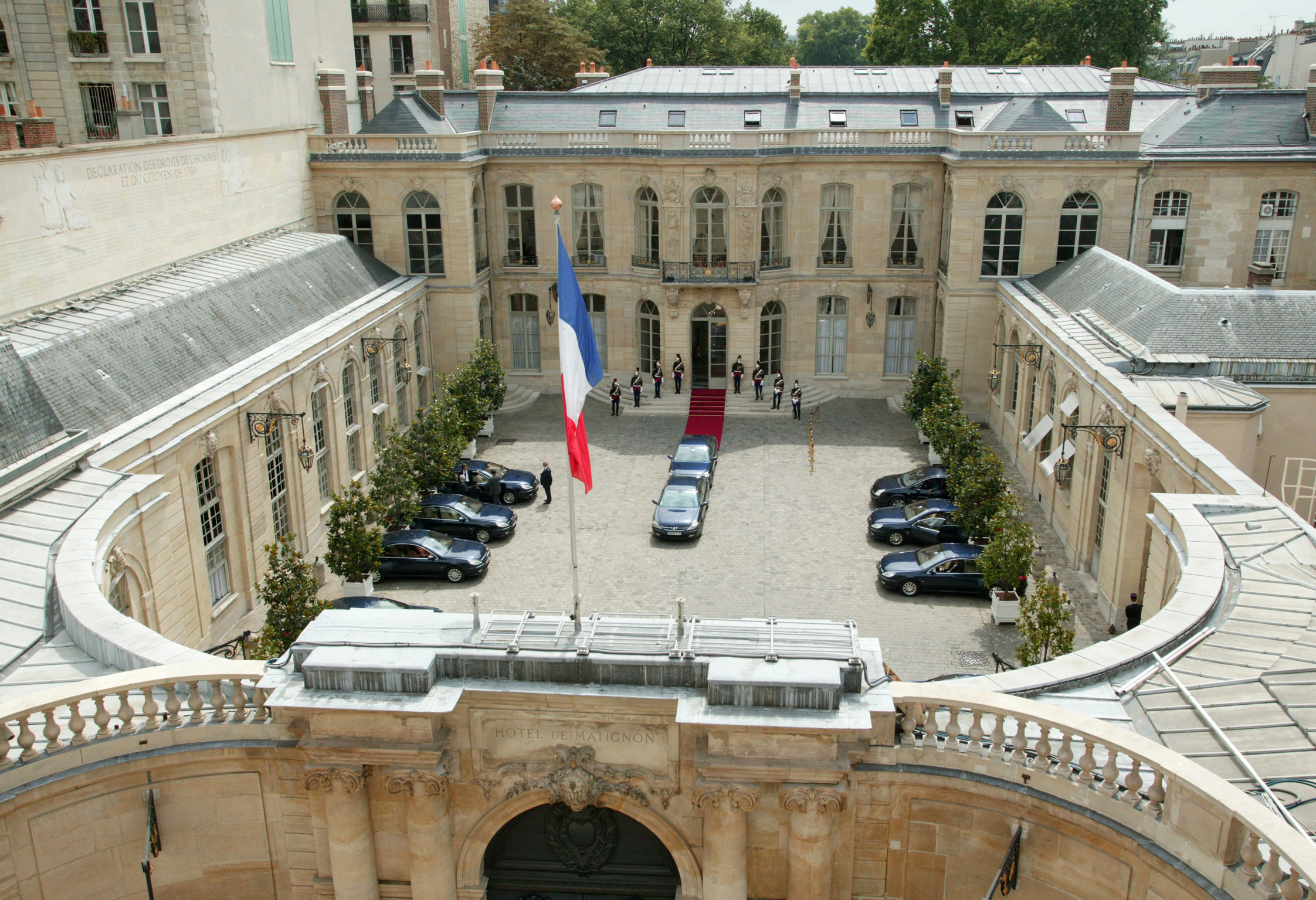
Nádvoří paláce

Palác posléze vlastnila tanečnice Anne Éleonore Franchi a její milenec, bankéř Quentin Crawford. V roce 1808 jej prodali Charlesovi Talleyrandovi a od něj palác koupil 1811 Napoleon Bonaparte. V roce 1816 ho Ludvík XVIII. vyměnil za Elysejský palác s Bathildou d'Orléans, vévodkyní de Bourbon. Po Ludvíkově smrti v roce 1822 zde pobývala jeho neteř Adélaïde d'Orléans (1777–1847), sestra budoucího krále Ludvíka Filipa. V roce 1848 si palác pronajal bohatý americký plukovník Herman Thorn (1783–1859). Během Druhého císařství palác koupil Raffaele de Ferrari, vévoda de Galliera. Po jeho smrti v roce 1876 zde žila jeho vdova Maria Brignole-Sale (1811–1888) až do roku 1886. Během těchto let vévodkyně značně podporovala školy, nemocnice, muzea, domovy důchodců a další charitativní akce jak ve Francii, tak v Paříži. Dne 6. března 1886 se v paláci konalo zasnoubení princezny Amelie d'Orléans s korunním princem Karlem Portugalským. Ačkoliv se jednalo o soukromou slavnost, byli představitelé Třetí republiky pobouřeni a krátce nato 23. června byl přijat exilový zákon, který nařizoval všem uchazečům o trůn a všem francouzským princům opustit území Francie. Po přijetí zákona odkázala vévodkyně Maria Brignole-Sale palác císaři Františku Josefu I. jako velvyslanectví Rakouska-Uherska a opustila Francii. Svou sbírku umění odkázala nakonec městu Janovu namísto Paříži.
Během první světové války byl palác zabaven jako majetek nepřítele. V roce 1922 palác oficiálně koupila Francie a usídlil se zde rozhodčí tribunál stanovený Versailleskou smlouvou. V roce 1923 byl palác zapsán mezi historické památky. V roce 1935 zde začal úřadovat Gaston Doumergue, prezident státní rady (bývalý titul předsedy vlády). Tím se hôtel Matignon stal oficiální rezidencí francouzského premiéra. Po druhé světové válce se do paláce 9. září 1944 přestěhoval Charles de Gaulle jako předseda prozatímní vlády Francouzské republiky.

## Reprezentační prostory

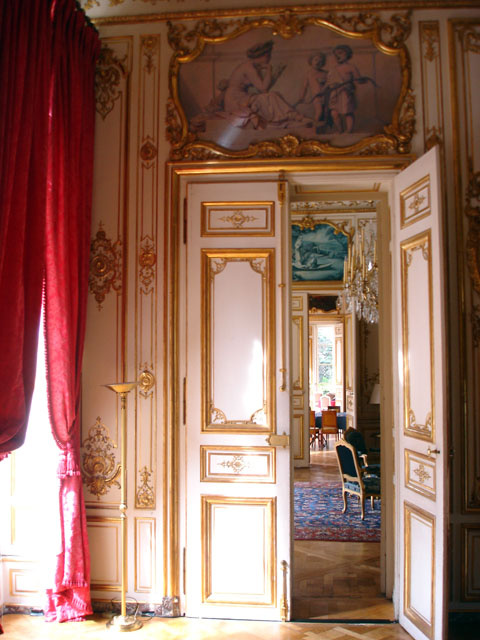
Interiér paláce

### Přízemí
- Vestibul: z kamene, je umístěn nad střední schodištěm, podlaha je z polychromovaného mramoru.
- Předpokoj: dnes přeměněn na kancelář, tato místnost umožňuje hostům předsedy vlády vstup do Salle du Conseil.
- Salon Rouge (Červený pokoj): tato místnost má červené závěsy a zdobí ji velký 300kg lustr
- Salon Jaune (Žlutý pokoj): malá jídelna pro obědy premiéra s oficiálními hosty. Dříve místnost využívali jako pracovnu premiéři Léon Blum, Edgar Faure, Robert Schuman a Pierre Mendès-France.
- Salon Bleu (Modrý pokoj): slouží pro recepce zahraničních hodnostářů na pozvání premiéra.
- Salle Pompéenne: pracovna hlavního tajemníka a jeho zástupce.
- Velké schodiště: vede do horního patra.
- Salle du Conseil (Radní sál): bývalá pracovna premiérů, dnes velká zasedací místnost.

### 1. patro
- Předpokoj předsedy vlády: slouží jako čekárna hostů před oficiálním přijetí u premiéra nebo jeho zástupce.
- Úřad ředitele kabinetu: bývalá pracovna generála de Gaulle, dnes kancelář ředitele kabinetu.
- Úřad předsedy vlády: kancelář navrhl architekt Andreé Putmane pro Lionela Jospina. Obrazy na stěnách namaloval Jean-Honoré Fragonard.

## Park

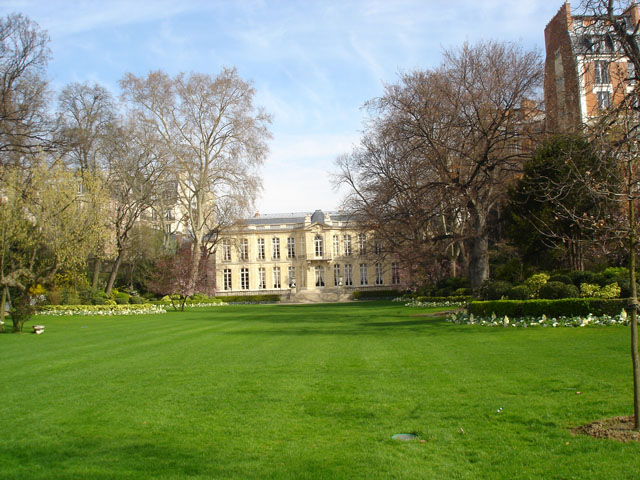
Pohled na palác od parku

Palác je obklopen tříhektarovým parkem, který v roce 1902 navrhl Achille Duchêne (1866–1947). Jedná se o největší soukromou zahradu v Paříži. Spojuje v sobě prvky francouzského parku a anglické zahrady.
Rostou zde stovky různých druhů rostlin. Počínaje Raymondem Barrem, který zde zasadil javor cukrový, každý premiér v výjimkou Jacquese Chiraca zde po nástupu do funkce zasadil strom:
- Pierre Mauroy: dub maďarský
- Laurent Fabius: dub bahenní
- Michel Rocard: ambroň západní
- Édith Cresson: jinan dvoulaločný
- Pierre Bérégovoy: liliovník tulipánokvětý
- Édouard Balladur: javor stříbrný
- Alain Juppé: zmarličník
- Lionel Jospin: jilm
- Jean-Pierre Raffarin: parocie
- Dominique de Villepin: dub letní
- François Fillon: svída sporná
- Jean-Marc Ayrault: šácholan velkokvětý[1]
- Manuel Valls: dub letní[2]